# 哈尔·康诺利
哈尔·康诺利（英語：Hal Connolly，1931年8月1日—2010年8月18日），美国男子田径运动员。他曾代表美国参加1956年、1960年、1964年和1968年夏季奥林匹克运动会田径比赛，获得一枚男子链球金牌。